# Gastridium phleoides
Gastridium phleoides är en gräsart som först beskrevs av Christian Gottfried Daniel Nees von Esenbeck och Franz Julius Ferdinand Meyen, och fick sitt nu gällande namn av Charles Edward Hubbard. Gastridium phleoides ingår i släktet gnetgrässläktet, och familjen gräs. Inga underarter finns listade i Catalogue of Life.

## Bildgalleri

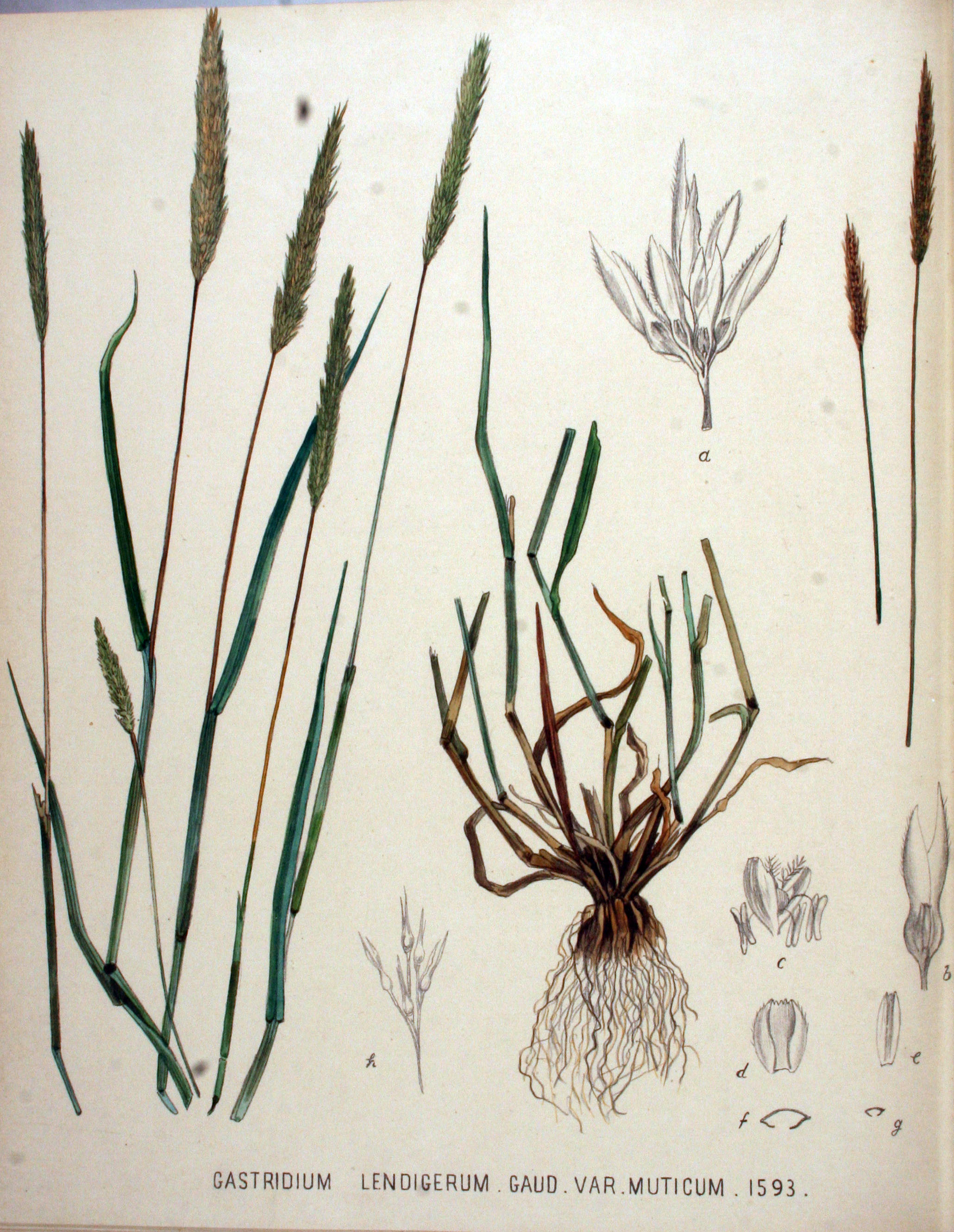